# Naspers Centre
Il Naspers Centre è un grattacielo di Città del Capo in Sudafrica.

## Storia
Alla sua inaugurazione nel 1962 era l'edificio più alto del Sudafrica (il quarto più alto in Africa). Un tempo un grande schermo posizionato sulla sua facciata e che diventava visibile di notte riportava notizie in diretta. Nel 2015 l'edificio è stato rinnovato in occasione del centenario del quotidiano sudafricano Die Burger.

## Descrizione
L'edificio è alto 93 metri e conta 22 piani.

## Galleria d'immagini

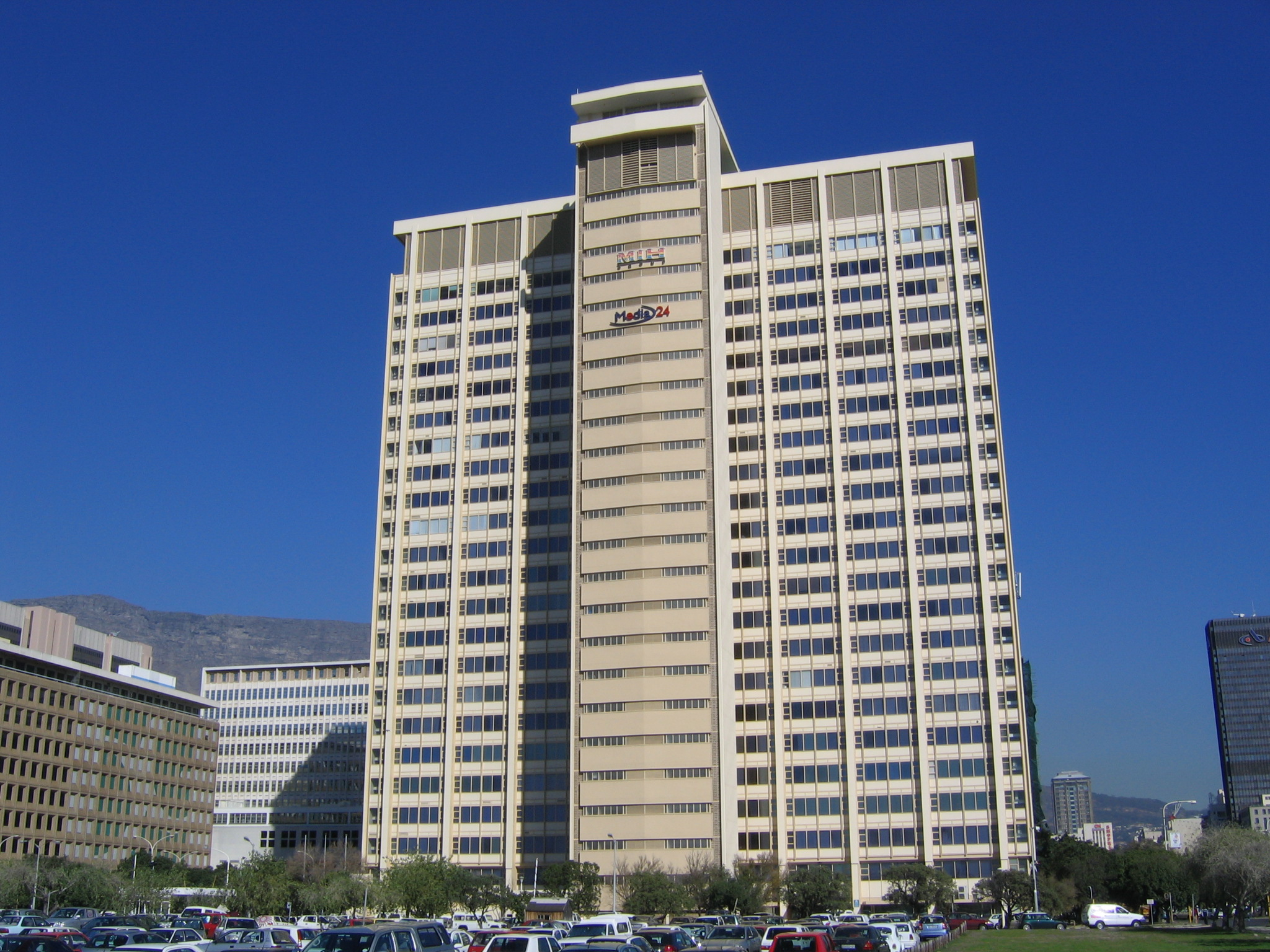
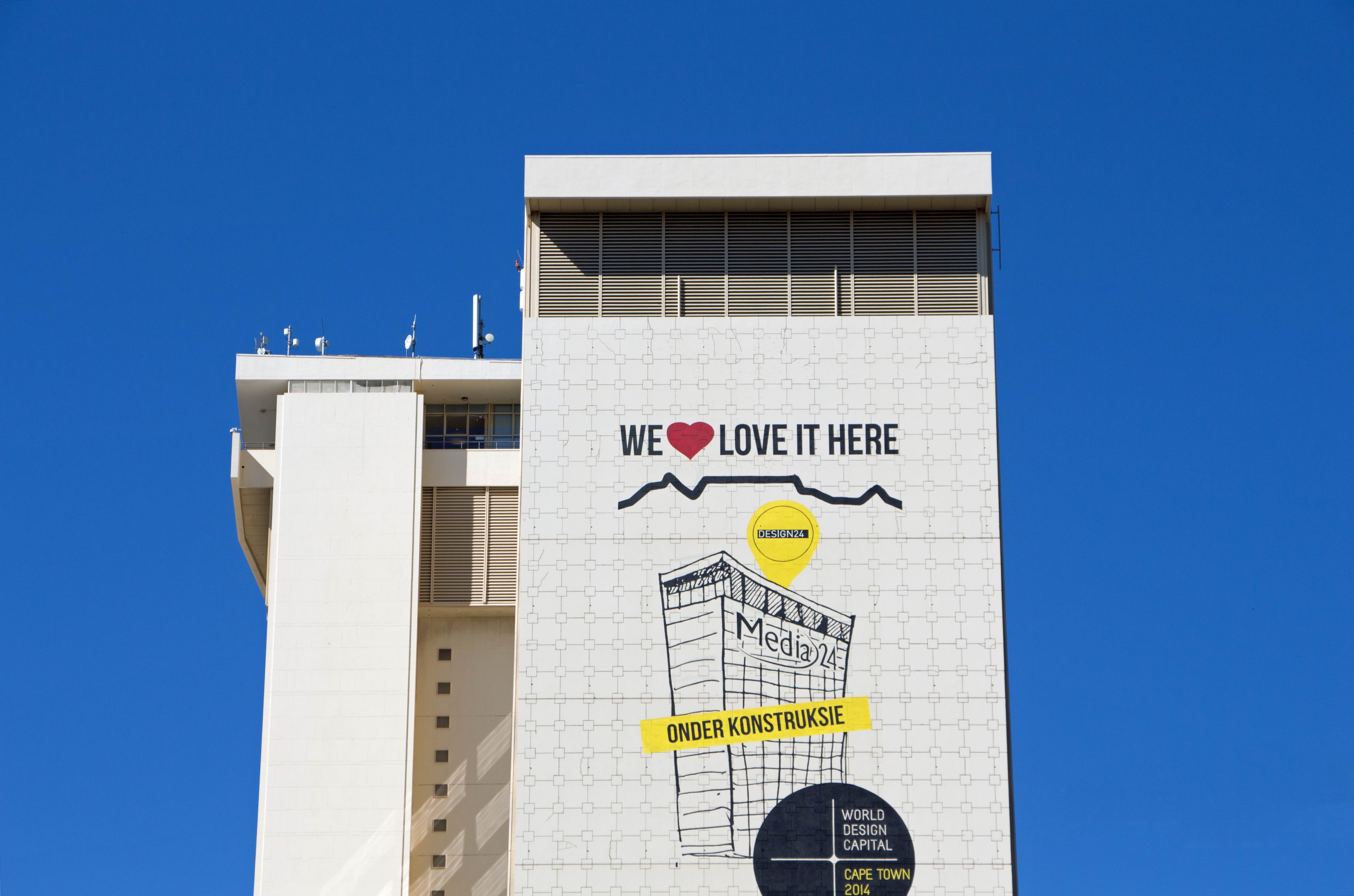
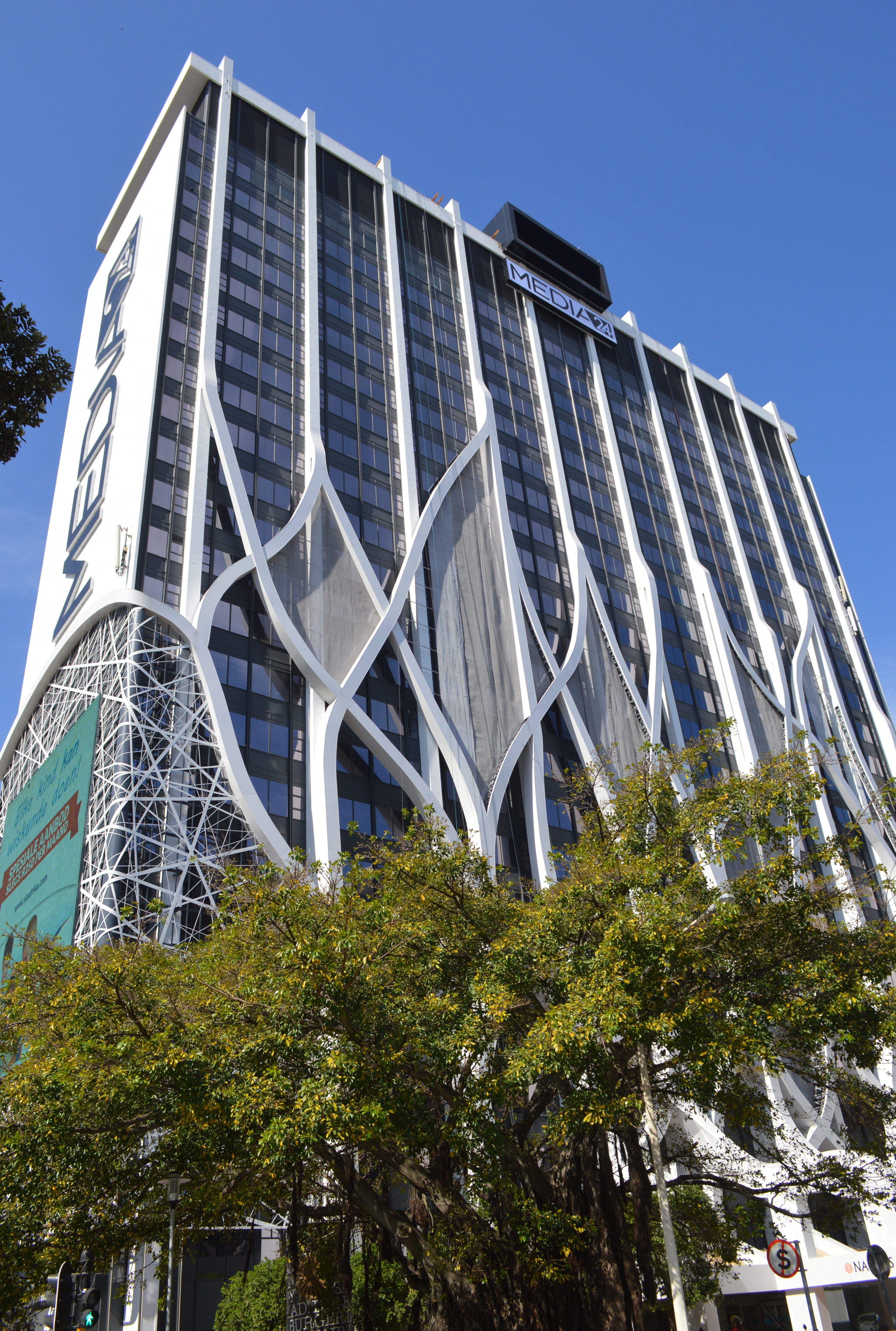